# Staurogyne rubescens
Staurogyne rubescens är en akantusväxtart som beskrevs av Braz och R.Monteiro. Staurogyne rubescens ingår i släktet Staurogyne och familjen akantusväxter. Inga underarter finns listade i Catalogue of Life.